# دفنية هيلرية
دفنية هيلرية (الاسم العلمي:Daphnopsis helleriana) هي نوع من النباتات تتبع جنس الدفنية من الفصيلة المثنانية. سمي هذا النوع من النبات تكريماً لعالم نبات الأمريكي آموس أرثر هيلر.